# Boyer Coe
Boyer Coe (ur. 18 sierpnia 1946 w Lake Charles) – amerykański kulturysta zawodowy.

## Życiorys
Urodził się w Lake Charles. Wychowywał się z młodszą siostrą Candy. W wieku 14 lat rozpoczął przygodę z ciężarami w Lake Charles Gym. Latem 1962 roku znalazł się w pierwszej piątce na Teen Mr. All South w Birmingham w Alabamie. Brał udział także w lokalnych konkursach w miesiącach letnich. 21 maja 1964, na trzy dni przed ukończeniem szkoły średniej, w wieku 17 lat Coe został uznany za Mistera Nowego Orleanu. Sześć miesięcy później zdobył tytuł regionalnego Mr. Hercules of the Southwest.
Po ukończeniu szkoły przeniósł do Lafayette i poznał Lloyda “Reda” Lerille'a, właściciela siłowni, który prowadził go od początków kariery do szczytowej formy czołowego zawodnika IFBB. Ukończył University of Southwestern Louisiana na wydziale zarządzania i psychologii.
Po kilku latach treningów, wystartował i zwyciężył w zawodach AAU Mr. Texas 1965, a potem w AAU Teen Mr. America 1966. Kolejne tytuły to Mr. Texas, Mr. Oklahoma, Junior Mr. USA, Junior Mr. America, Mr. America, Mr. Universe, Mr. International, Pro Mr. World i Grand Prix Champion. Stał się jednym z najlepszych kulturystów lat 70. i 80. Współzawodniczył z czołowymi profesjonalnymi zawodnikami w skali światowej. Zawody amatorskie zwyciężał 11 razy, a profesjonalne 15 razy. Startował sześć razy na zawodach Mr. Olympia. W marcu 1981 roku w Atlantic City w New Jersey wygrał World Cup Bodybuilding Championship.
Ruszył z programem szkoleniowym dla więzienia stanowego w Luizjanie, a także dla dzieci w szkole dla niesłyszących Louisiana State School. Posiadał własną siłownię, sklep ze zdrową żywnością, projektował także sprzęt treningowy.
15 grudnia 1979 roku w Huntington Beach w Kalifornii na pokładzie luksusowego jachtu poślubił Valerie. Wiele znanych kulturystów było obecnych na ceremonii ślubnej, w tym Joe Weider.

## Historia zawodów
- 1962 - Teen-Age Mr. South Contest
- 1964 - Mr. Louisiana.
- 1964 - AAU Mr. New Orleans
- 1965 - AAU Mr. Louisiana
- 1965 - AAU Mr. Southern USA
- 1965 - AAU Mr. Texas
- 1966 - AAU Teen Mr. America
- 1968 - AAU Jr. Mr. USA
- 1968 - AAU Mr. America, 2. miejsce
- 1968 - AAU Mr. USA
- 1969 - AAU Jr. Mr. America
- 1969 - AAU Mr. America[5], 1. miejsce
- 1969 - NABBA Mr. Universe
- 1970 - NABBA Pro Mr. Universe
- 1971 - IFBB Mr. America
- 1971 - IFBB Mr. International
- 1971 - WBBG Pro Mr. World
- 1972 - WBBG Pro Mr. World
- 1973 - NABBA Pro Mr. Universe
- 1974 - WBBG Pro Mr. World
- 1975 - WBBG Pro Mr. World
- 1975 - NABBA Pro Mr. Universe
- 1975 - PBBA Pro Mr. Universe
- 1981 - IFBB Canada Pro Cup
- 1981 - IFBB Belgium Grand Prix
- 1981 - IFBB Massachusetts Grand Prix
- 1981 - IFBB Wales Grand Prix
- 1981 - IFBB Grand Prix World Cup
- 1981 - IFBB Professional World Cup
- 1981 - IFBB World Grand Prix

## Filmografia
- 1980: Totalna odbudowa (Schwarzenegger - Total Rebuild) w roli samego siebie
- 1980: The Comeback w roli samego siebie
- 1997: Stand Tall  w roli samego siebie